# Espresso (歌曲)
〈Espresso〉是美国歌手莎賓娜·卡本特的一首歌曲，收录于她的第6张录音室专辑《微甜》。2024年4月11日，歌曲作为专辑的首张单曲通过小島唱片发行。歌曲由卡本特和艾米·阿伦、朱利安·布内塔和歌曲的制作人史特夫·瓊斯共同创作。其音乐视频由大卫·梅耶斯导演。为宣传歌曲，卡本特在2024年科切拉音乐节现场表演了歌曲。
〈Espresso〉在《告示牌》百大單曲榜最高排第3名，是卡本特首个进入该榜单前10的歌曲，也是其在该榜单上取得的最高排位。美国以外，〈Espresso〉在包括澳大利亚、比利时、挪威、土耳其和英国等18个国家夺冠，并且包括智利、加拿大、丹麦、法国、德国、波兰、荷兰和新西兰在内的至少20个其他国家的榜单中进入前十名。这首歌还为卡本特赢得了她在《告示牌》Global 200榜单上的第一支冠军单曲。歌曲2024年8月6日在Spotify达到了10亿次播放，成为卡本特的第一首以及该平台第三快达成这一里程碑的歌曲。

## 背景
2024年1月6日，莎賓娜·卡本特宣布将在加利福尼亚州印第奥参加科切拉音乐节。在表演之前，她通过一个写着“她会让你来看……她的科切拉音乐节表演”宣传了新曲。2024年8月8日，卡本特通过社交媒体账号宣布了新曲的发行日期和封面艺术。她在贴文下写道：“就想在科切拉之前放出一首小曲”。单曲的流媒体和数字下载版本由小島唱片发行，黑胶和卡带版本则由宝丽多唱片发行。

## 词曲创作
在2023年7月于法国巴黎天頂體育館举办演唱会后，卡本特在沙扬的村庄待了几天，并在Flow录音室录制了一些新曲目。在接受Apple Music 1的贊恩·羅威采访时，卡本特明确表示她是在那里写的这首歌，并称整个过程“非常迅速”，这影响了“歌曲最终的感觉”。歌曲的歌词围绕着自信展开。在接受《Vogue》杂志采访时，她表示歌曲的主题与“将女性气质视为你的超级力量，并拥抱成为‘那个婊子’的自信”相关 。乐评人将这首歌的曲风描述为融入了合成器流行、迪斯科和放克元素的流行歌曲。歌曲中的主要吉他旋律和鼓声是来自Splice样本包“Power Tools Sample Pack III”的循环音效，由奧利佛制作。
这首歌因其歌词而受到关注，尤其是副歌中反复出现的“That's that me espresso”这一句。语言学专家和记者萨曼莎·艾伦（Samantha Allen）指出，这句歌词因其语法不正确而成为了网络迷因。Vulture的作家贾斯汀·科尔托（Justin Curto）评论说，这种语法不正确的歌词“往往成为歌曲中最吸引人的部分”。

## 乐评
〈Espresso〉获得了乐评人的广泛好评。Vulture称赞了这首歌引人入胜的旋律，把它形容为“立刻让人上瘾的耳虫”，同时也欣赏其“异想天开的”歌词风格。Uproxx赞扬了卡本特“俏皮”的歌词和歌曲的“感染力强的节奏”，称〈Espresso〉为一首“有趣、充满活力的歌曲，展示了卡本特作为词曲作者的成长”。同样，《滾石》也赞扬了这首歌“无法抗拒的节奏”和“聪明”的歌词，强调了卡本特独特的叙事风格。

## 音乐视频
〈Espresso〉的音乐视频于2024年4月12日发布，由大卫·梅耶斯执导。卡本特表示：“从我第一次听到这首歌的那一天起，我就想象到了一个海滩氛围——更具体地说，是一种旧式与现代相结合的环境。我想捕捉到我在所有视频中喜欢使用的俏皮感。坦白说，我还想要一辆池边车。”
影片开始时，卡本特和一个男人在快艇上。男人靠近她时，她突然急转弯，导致他掉出船外。卡本特拿起他的钱包，取出金色信用卡，并在登陆后与其他女孩见面，参与各种活动，如阅读书籍、接受按摩和修脚，以及在棕榈叶扇子下晒太阳。在第二段前，另一辆复古汽车出现，车上有其他男人，他们举起冲浪板，她在上面跳舞。他们继续一起聚会，汽车最终被水填满，卡本特和其中一个男人像在热水浴缸一样放松。然而，她被视频开头的男人和警察发现，警察逮捕了卡本特，并找回了男人的钱包和金卡。在她的朋友们尝试抗议无果后，她向朋友们挥手告别，然后被推入警车中，警察却无法启动这辆车。最后几秒钟，卡本特的下一张单曲《Please Please Please》的部分伴奏从警车顶上的喇叭中播放。